# Hohe Wand (Wienerwald)

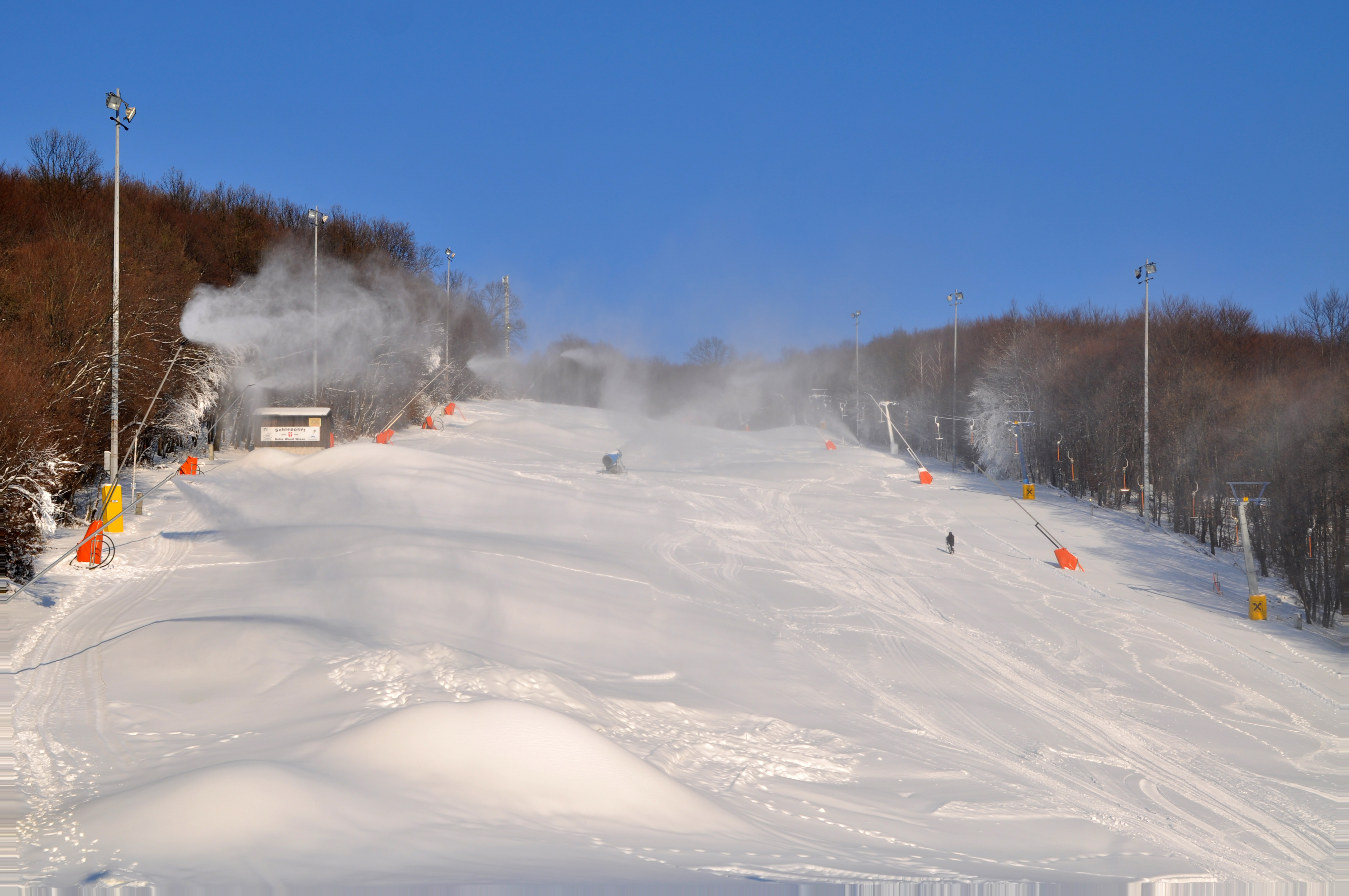
Künstliche Beschneiung der Piste der Hohen-Wand-Wiese (2010)

Die Hohe Wand ist ein Berg im Bezirksteil Hütteldorf im 14. Wiener Gemeindebezirk Penzing. Er hat eine Höhe von 452 m ü. A.

## Geografie
Der Berg, eigentlich ein Bergkamm, an dessen Südostecke der Greutberg als markanter Gipfel hervortritt, ist vor allem durch das Skigebiet Hohe-Wand-Wiese bekannt. An der Nordwestseite begleitet den Kamm die Mostalm, deren bis 2021 bewirtschaftete Schutzhütte neben der höchsten Erhebung der Hohen Wand ein beliebtes Ausflugsziel war. Über den Kamm führen zwei 110-kV-Hochspannungsleitungen der APG, die vom Umspannwerk Wien-West (bei Auhof) zum Umspannwerk Bisamberg bzw. zum Kraftwerk Korneuburg führen.